# Литовська міфологія

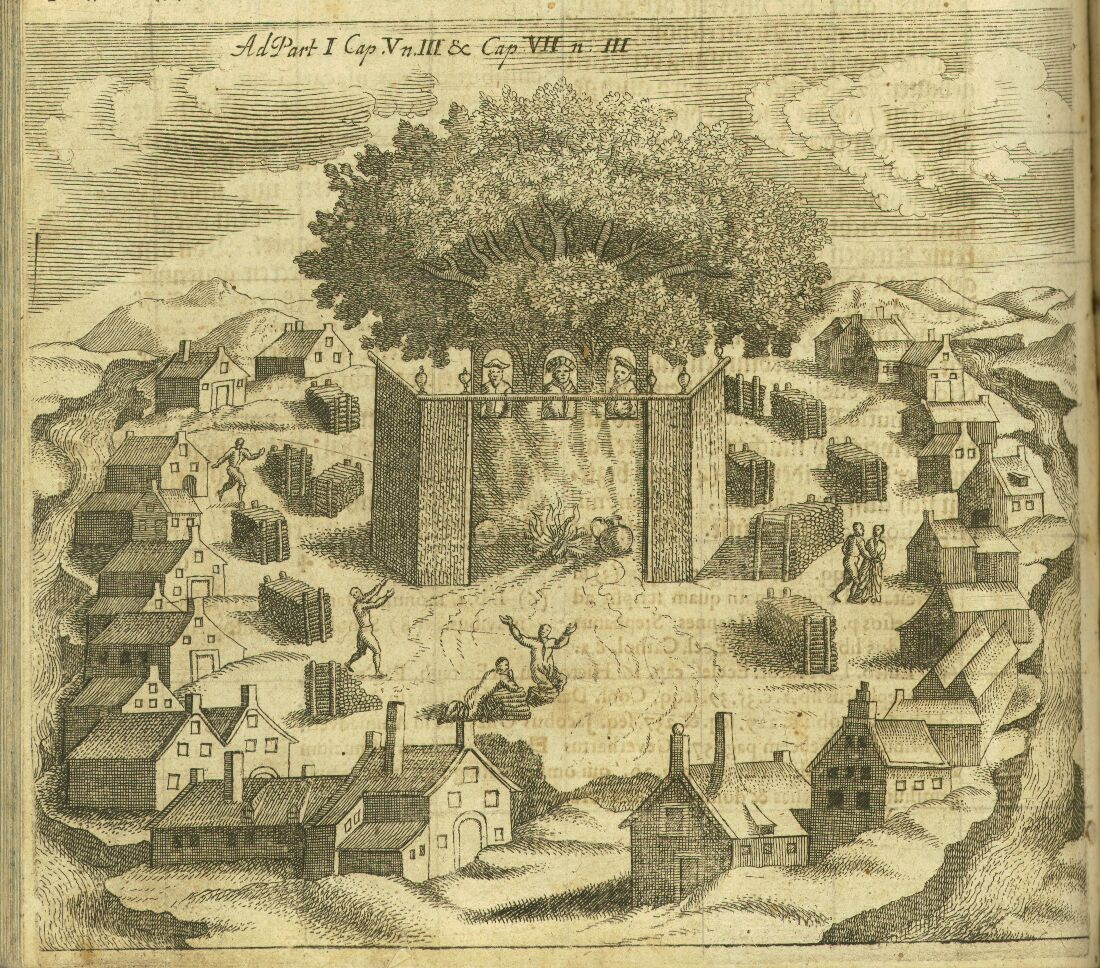
Стародавній храм в Пруссії

Литовська міфологія — система міфологічних уявлень литовців, що проявляється у легендах, міфах та піснях.

## Особливості литовської міфології
Однією з особливостей є дуже розвинуте поняття про душу. За міфологією литовців, душа існує вічно, але може мати різні втілення: перекидатися на звірів, тварин, рослини. Це залежить від її якостей. А найдосконаліші душі йдуть по Чумацькому шляху й живуть серед зірок, на північ від нього. Зірка — це відображення душі людини. Зірки дітей та людей, яким відведено коротке життя — тримаються на небі усього кілька років. такі зірки називають тими, що падають, а зірки богів та героїв постійні.
Другою особливістю є те, що литовці не вважають себе корінними мешканцями своєї землі. За легендами, вони походять з якоїсь невідомої землі, що знаходиться на сході. Після потопу декілька людей врятувалися й поселилися на землях Литви, плигаючи через «кості праматері», тобто скелі. Вважають себе найдавнішим у світі народом.
Також у литовців просто обожнюється гостинність. Литовці також дуже добре ставляться до квітів і є легенди та пісні, що відображають походження квітів та їх значення.
І ні взагалі у литовській міфології, ні у литовській мові немає лайливих слів, їх заміняють відповідними слов'янськими.

## Окремі міфологічні сили

### Айтварс
В литовській міфології летючій змій, дракон. Литовці вважають, що він приносить багатство, його улюблене заняття — заплітати коням гриву й насилати людям жахи. Щоб виростити його, треба сім років держати в домі чорного півня. На восьмому році він знесе довгасте яйце, яке посередині перетягнуте ніби пояском. Півень сам має його висидіти, а після цього з нього вилізе вогненний черв'як, довгий наче вуж. Він скрізь літає та приносить у дім молоко, зерно, гроші. Але господиня цього будинку завжди хворіє й змушена щоранку готувати айтварса яєшнею.

### Бардзуки
Маленькі, схожі на гномів чоловічки, що є помічниками бога землі Пушкайтса. Найчастіше з'являються при місяці, бачать їх здебільшого хворі. Під деревами (звичайно бузиною — священним деревом Пушкайтса) вони тримають хліб, пиво та інші харчі.